# Вайнберг, Иехиэль Яаков
Иехиэ́ль Яаков Ва́йнберг (нем. Yechiel Yaakov Weinberg; 1884, Цехановец, Российская империя (ныне — территория Польши) — 24 января 1966, Монтрё, Швейцария) — раввин, доктор философии (Ph.D.), последний глава Берлинской раввинской семинарии, известный специалист-«посек» по Галахе (еврейскому религиозному законодательству), автор книги респонсов ивр. «שרידי אש»‎ («Sridei еѕh», «Остатки, спасшиеся из огня») и других.
Личность и труды Вайнберга вызывают интерес историков и раввинов, так как в них присутствуют элементы с трудом совместимые: обучение в строгой восточно-европейской иешиве, докторская степень из немецкого университета, занятия библеистикой и ортодоксальным законодательством (галаха). В результате представители разных школ еврейской мысли ведут борьбу за наследие Вайнберга.

## Биография

### Ранние годы
Будущий рабби Вайнберг  был старшим из пяти детей. В городе Цехановец евреи составляли примерно треть населения. Евреи Цехановца вели традиционный образ жизни, хотя к началу XX века влияние Гаскалы уже чувствовалось — появились театральное и спортивное общества. Сам Вайнберг из каких-то соображений указывал в документах в качестве места рождения литовское местечко Пильвишки(лит. Pilviškiai). Имена родителей: Мойше и Шейне (урождённая Кузинская). Отец был одно время мукомолом, потом держал небольшой магазин.
Вайнберг уже к шестнадцати годам был известен как талмудист. В 1900 году он переехал в Гродно и год учился в местном бейт-мидраше. Туда брали молодых женатых мужчин, однако для Вайнберга сделали исключение. Попутно давал ежедневные уроки по Талмуду в синагоге извозчиков, субботние лекции читались по недельному разделу Торы. За это молодой Вайнберг получал 1 рубль 20 копеек в месяц.
В 1901 году Вайнберг решает поступить в знаменитую иешиву в городке Слободка — пригороде Ковно.

### Учёба в иешивах
Иешива «Слободка» была создана одним из лидеров движения «Мусар» рабби Носоном Цви Финкелем и была противопоставлена как хасидизму, так и просветительскому движению «Гаскала». «Мусар» существовал в двух основных вариантах. Финкель культивировал в Слободке более оптимистический вариант движения, в котором большую роль играло осознание достоинства и величия Человека. Финкель стремился к тому, чтобы иешиботники пользовались уважением окружающих, одевались по последней буржуазной моде, придавали значение личной гигиене. Вайнберг на всю жизнь сохранил тёплую память о иешиве и системе «Мусар». Несмотря на перенесённый в 1897 году раскол между сторонниками и противниками «Мусара», иешива была полна жизни, а Вайнберг хорошо в неё вписался. Финкель, ответственный за духовный рост учеников, быстро стал выделять Вайнберга и очень хорошо к нему относился. Будущий рабби Вайнберг был выбран в качестве пары (хаврута) одному из выдающихся мудрецов в иешиве — раввину Амстердаму, для совместного изучения труднейшего галахического сочинения «Края наперсника» (ивр. קצות החושן («Ketsot ha-Hoshen»)‎). В иешиве ходили слухи, что администрация имеет доносчиков в среде учеников. Поскольку Вайнберг был на хорошем счету у Финкеля и даже одно время жил у него в доме, подозрение пало и на Вайнберга. Будущий ректор берлинской семинарии был на грани бойкота, что ударяло и по карману, так как главным источником дохода были уроки другим ученикам.
Через некоторое время Вайнберг вызвал подозрения другого рода — оказалось, что во время каникул он начал читать светскую литературу на иврите. Иешива боролась с чтением светской литературы, чреватой чуждыми влияниями, так что Вайнбергу пришлось убеждать духовного лидера иешивы Финкеля, что он имел одну благую цель — узнать, как отвечать оппонентам ортодоксии. Наряду с этим известно, что он делал первые тайные попытки получить светское образование.
Получив звание раввина в Слободке, Вайнберг и ещё несколько человек переехали около 1903 года в другую знаменитую иешиву — «Мир». Благодаря им влияние движения «Мусар» начало ощущаться и там. В иешиве «Мир» Вайнберг учился в паре с Финкелем-младшим, сыном Финкеля из иешивы в Слободке. По воспоминаниям самого Вайнберга, этот интенсивный учебный год с достойным напарником окончательно сформировал Вайнберга как талмудиста.
В 1904 году Вайнберг предпринял попытку изучить русский язык в Гродно. Подобная попытка ассоциировалась с влиянием движения «Гаскала» («еврейское Просвещение»), и встревоженный Финкель-старший вместе со специально вызванным знаменитым раввином Исраэлем-Меиром Каганом (более известен как «Хафец Хаим» по названию его книги) настоятельно попросили Вайнберга оставить попытки проникнуть в чуждую культуру.
Уже признанным раввином Вайнберг вернулся в родной Цехановец, где ему удалось получить освобождение от службы в русской армии. Сразу после этого он обратился к известному в тех местах сионисту Шмарьяху Левину с просьбой о помощи в получении светского образования. Тот обещал прислать инструкции, как приступить к делу, но долгожданное письмо так и не пришло.

### Первый раввинский пост в Пильвишках

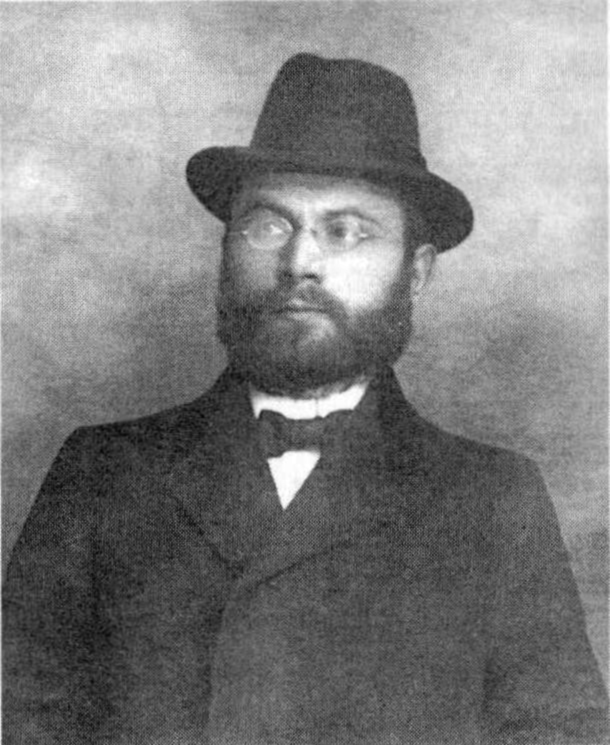
Молодой раввин в Пильвишках

В 1906 году Вайнберг, уже достаточно известный раввин, получил предложение занять соответствующий официальный пост в местечке Пильвишки (лит. Pilviškiai). Это был небольшой город, меньше Цехановца, по переписи 1897 года там насчитывалось 1242 человека, из них евреи составляли около половины. В городе имелось некоторое количество сионистов, социалистов и приверженцев движения «Гаскала».
Особенность предложения, организованного вышеупомянутым Финкелем-отцом, заключалась в том, что его основным условием была женитьба на шестнадцатилетней Эстер Левин, дочери умершего предыдущего раввина Яакова Меира Левина. Было условлено, что часть жалованья будет получать вдова Левина на содержание сирот и её самой. Под давлением наставников и жителей Пильвишек, Вайнберг женился и вступил в должность в 1906 году, он стал и казённым, и духовным раввином.
В городе раввину оказывали, согласно письмам самого Вайнберга, огромное уважение и евреи, и неевреи. Вайнберг полюбил сам город, проблема была, однако, с семьёй. По свидетельству друзей, довольно быстро стало ясно, что семейная жизнь не задалась, Вайнберг старался проводить дома как можно меньше времени и даже не ночевал там. В письмах Вайнберга встречается утверждение, что эта свадьба разрушила его жизнь. Через полгода он пригласил своего друга Цви Матиссона из Цехановца переехать в Пильвишки, чтобы скрасить его одиночество. Уже в 1909 году в письмах Вайнберга констатируется неизбежность развода, останавливала лишь неопределённость будущего, мнение родителей и сходные соображения, так как развод раввина была вещь нечастая.
В 1912 году Финкель, пытаясь спасти положение и скрасить Вайнбергу жизнь в Пильвишках, прислал туда лучших учеников иешивы, чтобы занять Вайнберга преподаванием. Развод к тому времени был уже, видимо, неизбежен и являлся только вопросом времени. Тем временем Вайнберг начал пробовать свои силы в журналистике на иврите, писал, главным образом, полемические статьи в ортодоксальных журналах. По крайней мере одну из них он направил в издание под редакцией известного светского сиониста Нахума Соколова, который статью отверг. В статьях того периода Вайнберг страстно защищал необходимость сохранения иешив в их традиционном виде, полемизировал, в частности, с национальным еврейским поэтом Бяликом, который описал иешивы в довольно мрачном свете в поэме ивр. המתמיד‎ («ha-Matmid», «Постоянный ученик») на основании личного опыта, полученного в иешиве города Воложин.

### Переезд в Берлин, Первая мировая война
В середине лета 1914 года Вайнберг прибыл в Берлин для лечения, природа болезни осталась неизвестна его биографам. Вскоре разразилась Первая мировая война, и как российскому подданному, Вайнбергу грозила опасность высылки. Финансовое положение тоже было ненадёжным.
В первые же дни войны произошла встреча Вайнберга с рабби Авраамом Ицхаком Куком, тогда раввином города Яффо. Первая встреча произошла на вокзале или в поезде, позже Кук нанёс визит в квартиру Вайнберга. Кук помог Вайнбергу материально, сохранилось тёплое благодарственное письмо Вайнберга Куку. Согласно некоторым источникам, Кук просто отдал Вайнбергу в поезде свой кошелёк, объяснив тем, что его самого уже знают, так что он не пропадёт, а Вайнбергу грозит голод.
Еврейское общество Берлина предложило Вайнбергу работу по надзору за кашрутом, но тот отказался, так как не желал быть объектом давления в обществе, где были представлены и реформисты. Зато Вайнберг согласился на низкооплачиваемую должность раввина маленькой общины выходцев из Восточной Европы, базировавшейся в районе Берлина Шарлоттенбург. В силу незавидного материального положения Вайнберг снимал маленькую и простую комнату. Довольно скоро он стал писать в еврейских журналах на немецком языке. Несмотря на близость к партии «Агудат Исраэль», Вайнберг критиковал её в органе сионистского движения «Мизрахи» и предостерегал против превращения в узкую партию ультра-ортодоксов.
В 1917 году в Берлине возник «Клуб иврита» (ивр. בית ועד העברי, «Beit Va'ad Ha'ivri»‎). По воспоминаниям современников, Вайнберг был там частым гостем, всегда был готов выступить на иврите. Там он общался с такими известными людьми как будущий президент Израиля Шазар и будущий нобелевский лауреат по литературе Агнон. Вайнберг даже выступал в качестве раввина на свадьбе Агнона и Эстер Маркс, устроенной вопреки воле отца невесты, а с Шазаром был соседом по пансиону.
После окончания войны Вайнберг опубликовал первое историческое исследование движения «Мусар». Вышли в печати очерки Вайнберга по художественной литературе на иврите. Особое внимание Вайнберг уделил творчеству Михи Бердичевского, который хоть и восстал против еврейской традиции, но всё же гордился ею. В анализе Вайнберга звучат мотивы в духе учения рава А. И. Кука, что ересь Бердичевского, в отличие от вульгарной ереси масс, идёт из того же источника, что и святость.
В течение войны в Пильвишки вернуться было трудно, но и после войны Вайнберг решил остаться в Германии. Среди немецких раввинов было принято иметь учёное звание, и Вайнберг решил добиваться его. Для обучения в университете требовался сначала гимназический диплом, а Вайнберг учился только в хедере и иешивах. Тем не менее, он сумел, видимо, заочно, выправить диплом Ковенской Еврейской реальной гимназии. Этот диплом, а также рекомендательное письмо самого Альберта Эйнштейна открыли Вайнбергу двери немецких университетов.

### Университет

Раввин Вайнберг, студент восточного отделения в Гиссенском университете (крайний слева), в середине — профессор Пауль Кале.

Академическая карьера Вайнберга началась в 1919—1920 годах с одного зимнего семестра в Берлинском университете, где он формально студентом не числился. Затем тридцатипятилетний Вайнберг стал студентом по гебраистике в Гиссенском университете, где он завязал долголетние творческие и дружеские отношения с профессором-ориенталистом Паулем Кале. Их разница в возрасте составляла всего 10 лет. Дополнительно Вайнберг изучал библеистику и философию. Сотрудничество между профессором и необычным студентом шло так хорошо, что уже в 1921 году Кале предложил Вайнбергу самому читать лекции по иудаике. Для начала Вайнберг должен был решить вопрос, как быть с запретом преподавания Торы неевреям, упоминающимся уже в Талмуде. Перед началом университетской педагогической деятельности Вайнберг написал респонс, разрешающий обучать неевреев Торе в рамках академических занятий. Согласно воспоминаниям современников, лекции Вайнберга пользовались большим успехом.
В 1921—1922 годах Вайнберг посетил Пильвишки, в то время уже часть независимой Литвы, где он всё ещё считался раввином города, и наконец развёлся. Всего брак существовал, по крайней мере, на бумаге, 16 лет. Бывшая жена снова вышла замуж в 1923 году за человека старше её на 30 лет и уехала с ним в 1926 году в Палестину. Вайнберг более никогда не женился и остался бездетным.
По возвращении из Пильвишек рабби засел за написание диссертации, параллельно читая лекции по Библии, Мишне и Талмуду для начинающих и продолжающих. В 1923 году Вайнберг сдал устные экзамены, необходимые для кандидата в доктора, получив высшие баллы. Темой диссертации была «Пешитта» (перевод Торы на сирийский язык). Рецензенты одобрили диссертацию при условии, что кандидат внесёт ряд доработок. По неизвестной причине Вайнберг не представил переработанную версию ни тогда, ни позже, из-за чего не имел формального звания Ph.D., хотя Кале называл Вайнберга в переписке доктором, и сам Вайнберг тоже подписывался «доктор». Последний раз университет предложил внести доработки в 1927 году, после чего дело было закрыто. Диссертация не сохранилась, примерное представление можно получить по единственной статье о природе таргумов и их влиянии на развитие раввинистической Агады.

### Семинария в Берлине
После завершения академической деятельности в Гиссене Вайнберг вернулся в Берлин, заняв пост раввина одного из еврейских ортодоксальных обществ. Тем временем в Берлинской раввинской семинарии произошла значительная смена состава, так как умерли основные преподаватели первого набора. Так, в 1921 году умер ректор, раввин и учёный Давид Цви Хоффман, а в 1924 году неожиданно скончался в цвете лет его преемник, раввин и поэт Авраам Элияу Каплан.
К этому времени Вайнберг был известен в Берлинской семинарии достаточно хорошо, он выступал там с лекциями уже начиная с 1915 года, и регулярно печатался в журнале семинарии «Иешурун». Статьи совмещали талмудическую и филологическую учёность, что как раз было в духе семинарии.
Кандидатура Вайнберга обсуждалась в семинарии ещё в 1921 году, но тогда в итоге пригласили Каплана. Теперь, в 1924 году, он стал членом преподавательского состава и, фактически, ведущим авторитетом по Галахе. В то же время, Вайнберг отказался стать главой раввинского суда Берлина, так как община не была готова принять его предложения в области кашрута и развода. Он также не вступил ни в одну из еврейских партий и поддерживал хорошие отношения со всеми сторонами. Например, он отказался вовлекать семинарию в дискуссию, можно ли состоять в еврейских общинах, где не все члены являются ортодоксами.
| |  |  |
| СЛЕВА: Преподаватель Талмуда и Галахи в Берлинской раввинской семинарии, 1928 год. Вайнберг — в первом ряду четвёртый справа. В ЦЕНТРЕ: Фактический глава Берлинской раввинской семинарии, 1933 год. Вайнберг — в первом ряду пятый справа. Четвёртый слева в том же ряду — главный ученик Вайнберга, раввин, философ и профессор Элиэзер Беркович. СПРАВА: Ректор Берлинской раввинской семинарии, 1936 год, Вайнберг — крайний правый в переднем ряду. |  |  |

Личность и уроки Вайнберга привлекали в семинарию слушателей и не из числа студентов. Там бывали такие известные раввины как Йосеф Дов Соловейчик и Менахем Мендель Шнеерсон (Любавический Реббе). Недавно были опубликованы воспоминания одного из близких учеников Вайнберга, что Вайнберг был один из тех, кто дал рабби Шнеерсону раввинское звание (смиха ивр. סְמִיכָה‎). Последнему нужно было официальное удостоверение для доступа в одну из библиотек Берлина.

### Эпоха нацизма до войны
Вайнберг, как и многие другие, не осознал всех последствий прихода нацистов к власти в роковом для немецкого еврейства 1933 году. Будучи приглашён на свадьбу дочери Мукачевского ребе Хаима Элазара Спиры, он дал интервью местной еврейской газете, где выражал оптимизм по поводу будущего евреев в законопослушной Германии. Антисемитизм нового правительства Гитлера, по оценке Вайнберга, не должен был сыграть большой роли. На обратном пути в Берлин Вайнберг дал интервью газете «Die jüdische Presse» в Вене, где снова выразил оптимизм. Там же он утверждал, что размах антисемитизма в Германии преувеличивается заграницей из политических соображений, и что евреи Германии не желают, чтобы предпринимались какие-либо акции в их защиту. Он утверждал даже, что ортодоксальные евреи относятся к правительству с симпатией, так как оно ведёт борьбу с коммунизмом и атеизмом. Много лет спустя он объяснял, что иудаизм мог бы внести вклад в разработку «еврейского духовного фашизма», аналогичного итальянскому политическому фашизму. Для понимания момента надо иметь в виду, что подобные надежды питали довольно многие евреи. Организация «Свободная ассоциация за интересы ортодоксального еврейства» даже направила письмо самому рейхсканцлеру с предложением устранить антисемитский элемент, чтобы сделать возможной совместную борьбу против коммунизма и атеизма. В мае 1934 года ортодоксальная организация «Агудат Исраэль» всё ещё тайно предлагала свои услуги в борьбе с бойкотом немецких товаров в Польше.
Интервью произвели довольно сильный эффект и вызвали протесты, так что Вайнберг вынужден был защищать себя в газетах. Он написал, что на момент интервью ещё не было бойкота еврейских предприятий, начатого 1 апреля 1933 года. Отдельные проявления антисемитизма, конечно, имели место, но он надеялся, что это уляжется. Кроме того, он опасался, что антигерманские действия за границей вызовут дальнейшее ухудшение положения евреев, и описал, как специально заходил в немецкое посольство в Праге, чтобы сказать, что выступил против таких антигерманских акций. И в этом интервью Вайнберг также выражал уверенность, что дела с течением времени выровняются. То же он повторял и в сентябре 1933 года и вновь призывал не бойкотировать немецкие товары.
21 апреля 1933 года нацистское правительство, якобы из гуманизма, запретило кошерный забой («шхита») без предварительного оглушения животных. Вайнберг предпринял большие усилия в поисках путей кошерной шхиты в новых условиях, много исследовал вопрос, ездил для консультаций и вёл переписку. В конечном счёте ничего не удалось сделать, большинство раввинов решительно высказалось против изменений.
Уже начиная с 1933 года руководство семинарии пыталось подготовить почву для переноса семинарии в Палестину. Основная деятельность осуществлялась директором Мейером Гильдесхаймером, но принимал участие и Вайнберг. В силу противодействия многих раввинов как в Палестине, так и в Восточной Европе, этим планам не суждено было реализоваться. Главным оппонентом стал авторитетный раввин Хаим Озер Гродзинский, его главным аргументом было то, что семинария подходит только для немецкого еврейства с его своеобразным характером. Постепенно становилось ясно, что переезжать семинарии некуда, и что будущее её весьма неопределённо. Параллельно с этим Вайнберг получил в ноябре 1934 года приглашение занять должность главы раввинского суда (бет-дин) в Лондоне. Он с успехом прошёл интервью (по конспиративным соображениям оно было проведено в Гааге), но по зрелом размышлении в течение нескольких месяцев счёл, что не имеет морального права покинуть семинарию, и отказался. В начале 1935 года Вайнберг был официально назначен ректором Берлинской раввинской семинарии, в том же году скончался её директор Мейер Гильдесхаймер, сын основателя семинарии рабби Азриэля Гильдесхаймера.
Как это ни покажется удивительным, исключение немецких евреев из университетов и общественной жизни вообще привело к повышению значения семинарии и даже к некоторому её расцвету. Именно значение семинарии как духовной отдушины привело Вайнберга в оппозицию к попыткам эвакуации семинарии. Там устраивались публичные лекции, а студентам было разрешено заниматься академическими дисциплинами вместе с неортодоксальной Высшей раввинской школой.
Даже осенью 1938 года Вайнберг, как и многие другие, всё ещё надеялся на последующее улучшение обстановки и продолжал возражать против плана переезда семинарии. Хрустальная ночь 9 ноября 1938 года стала для него полной неожиданностью. С этого дня семинария закрылась, как оказалось, навсегда. Первое время Вайнберг ещё питал какие-то надежды, но потом понял, что жизнь евреев в нацистской Германии становится невозможной. Сам он был разбит и болен, неспособен к дальним странствиям, в то время как практически весь состав семинарии спасся. Профессор Кале пытался, естественно безуспешно, пристроить Вайнберга в Гиссенский университет. Самого Кале впоследствии тоже уволили за дружбу с евреями, и он оказался в Англии. Наконец, в конце 1938 года гестапо приказало Вайнбергу покинуть Германию. Тот был вынужден спешно оставить страну с минимальным количеством вещей. Точная дата отъезда неизвестна, предположительно в марте 1939 года. По счастью, его главный ученик, раввин Элиэзер Беркович, уехавший немного ранее, спас многие рукописи Вайнберга, вошедшие позднее в сборник респонсов «Sridei еѕh». Другие рукописи, три книги, готовые к печати, экземпляр диссертации, а также вся личная библиотека безвозвратно пропали.
После отъезда Вайнберг лечился в Ковно, врачи советовали ехать в Париж, но германский консул отказал в транзитной визе. Затем — Варшава, лечение на курорте под Люблином. По-видимому, были готовы бумаги для переезда в Палестину, но переезд оказался невозможен по состоянию здоровья. В конце августа 1939 года, за несколько дней до начала Второй мировой войны, Вайнберг возвращается в Варшаву. Там его и застало начало войны.

### Вторая мировая война и Холокост

Советский вид на жительство, был полезен до начала Великой Отечественной войны

Страница из немецкого документа периода нацизма (имя записано как Хилько-Яков Вайнберг)

В первый год пребывания в Варшаве Вайнберг сильно болел, зачастую не мог читать и даже говорить. Затем наступило некоторое улучшение, которое совпало с переселением в гетто. В Варшаве Вайнберга выбрали президентом «Объединения раввинов» (ивр. אגודת הרבנים‎, «Агудат Ѓараббаним»), а также президентом Высшего раввинского суда Польши. Он являлся главой комитета помощи раввинам и ученикам иешив, работал с организацией «Джойнт», вёл переписку о помощи из-за границы. От должности главного раввина Варшавы он отказался, так как эта должность находилась под контролем гестапо. Вайнберг находил время и для работы над книгой по галахе, которая впоследствии была утеряна.
Первое время определённую помощь давал советский вид на жительство, который Вайнберг смог получить как бывший подданный России, ранее проживавший на территории, которая теперь принадлежала СССР. После нападения Германии на Советский Союз советские документы помогать перестали. Вайнберг был брошен в тюрьму «Павяк», где провёл две недели. Затем он был переведён в тюрьму для советских граждан, где условия были несколько лучше. Примерно в это время главный раввин Уругвая предпринял неудачную попытку вызволить Вайнберга. Следующим пунктом был лагерь для перемещённых лиц, куда его перевезли в октябре 1941 года вместе с 40 литовцами. Позже его перевели в крепость Вюльцбург близ Вайсенбурга в Баварии, предназначенную для советских военнопленных и контролируемую армейскими властями, а не СС.
Почему Вайнберг был помещён в условия, при которых можно было выжить, до конца не ясно. Историк Марк Шапиро, сделавший биографию Вайнберга предметом диссертации, считает, что первоначально нацистские власти надеялись использовать Вайнберга при обмене пленных или сходной сделке, а потом просто забыли про него. В апреле 1945 года, когда американские войска освободили узников, Вайнберг оказался под опекой американских солдат-евреев в Вайсенбурге. Вайнберг ничего не знал о масштабах Катастрофы европейского еврейства и первоначально планировал поехать в Варшаву или Каунас. Шок от известий о Холокосте был так силён, что Вайнберг снова попал в больницу соседнего города Нюрнберга, где пробыл девять месяцев.
Когда стало известно, что последний ректор берлинской раввинской семинарии жив, у него появились посетители, старые друзья, преимущественно из Америки. Любимый ученик по семинарии Саул Вайнгорт, живший в Швейцарии и занимавшийся акциями спасения, слал телеграммы, стремясь предотвратить высылку Вайнберга в сталинский СССР как советского подданного. Вайнгорт дал также гарантии, что он будет отвечать за благосостояние своего рабби и учителя. К тому времени здоровье Вайнберга улучшилось. Песах 1946 года он провёл в Фюрте и в июне того же года покинул Германию навсегда, поселившись в Монтрё, на берегу Женевского озера.

### Поздние годы

Вайнберг (сидит слева) вместе с раввином Бочко, Моше (1917—2010), главой иешивы в Монтрё и сыном её основателя, Рахмиэля Бочко.

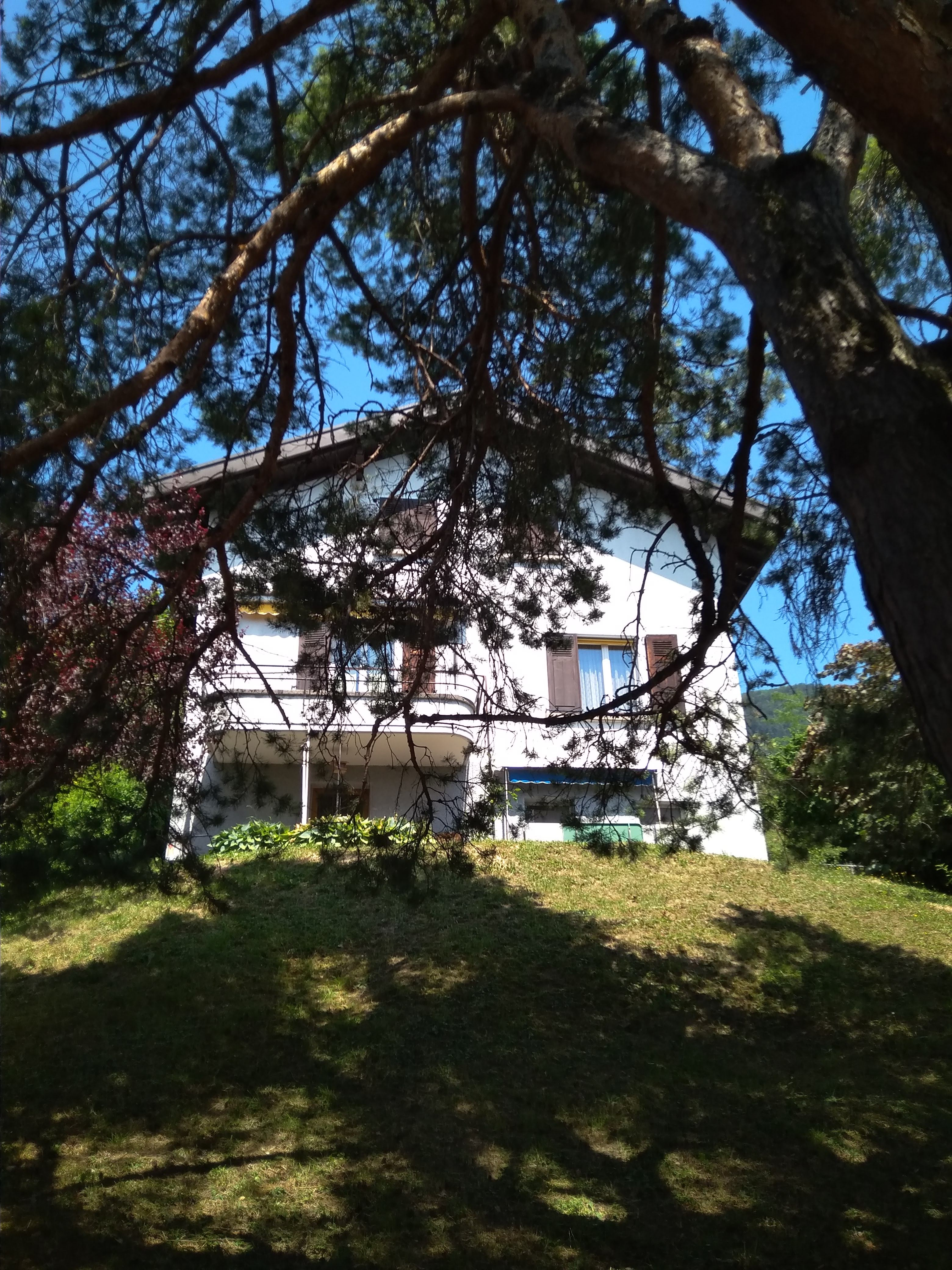
Современный вид на здание иешивы «Эц Хаим» с улицы. Route des collondalles 60, Montreux, Switzerland.

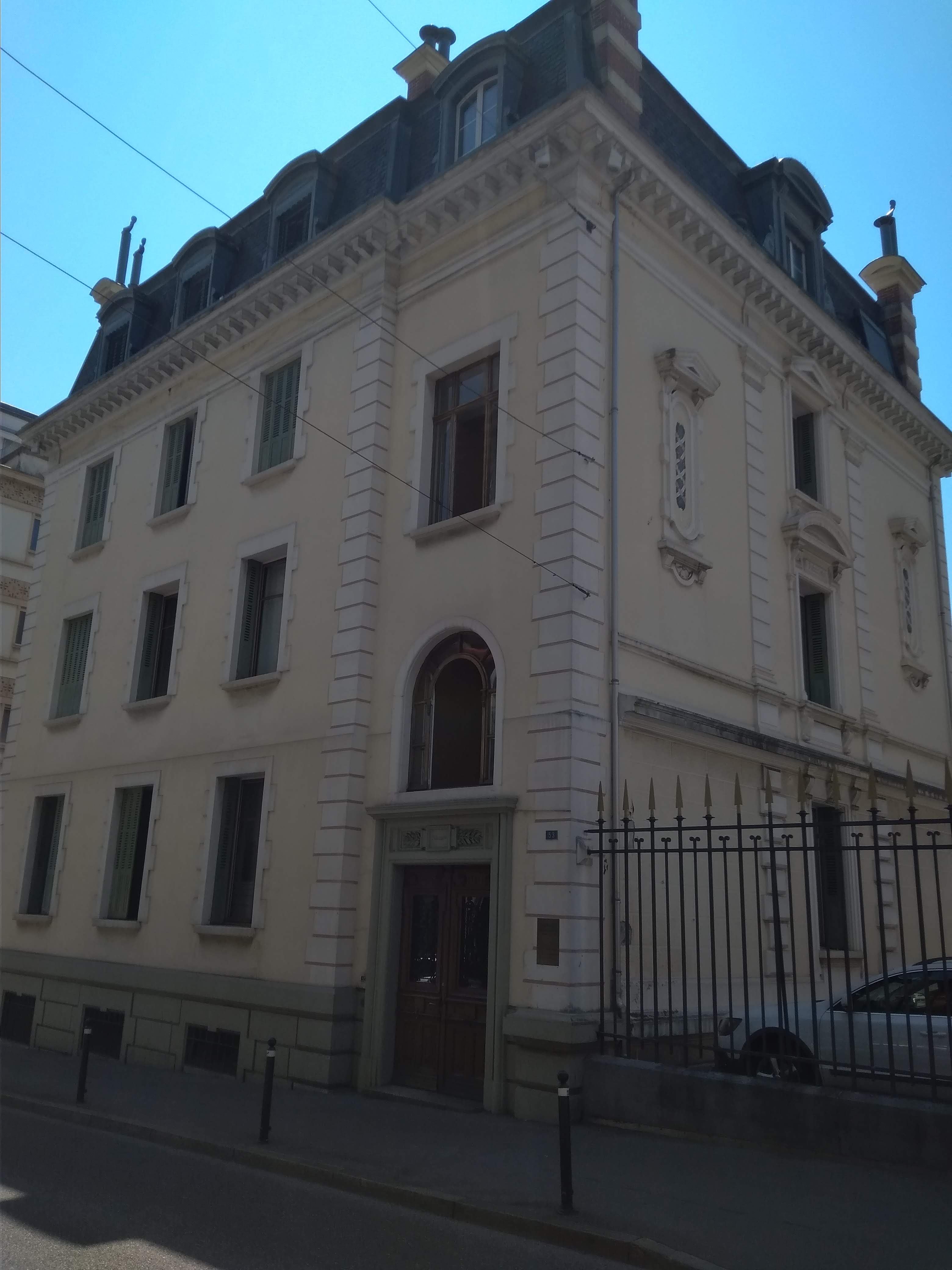
Avenue des Alpes 53 Montreux Switzerland — последний адрес рава Иехиэля Яакова Вайнберга

Могила рава Иехиэля Яакова Вайнберга в Иерусалиме, кладбище «Гар а-Менухот».

Пребывание в Монтрё началось с трагедии — пригласивший Вайнберга в Швейцарию любимый ученик Саул Вайнгорт погиб в сентябре 1946 года в железнодорожной катастрофе. Вайнберг пребывал некоторое время в депрессии и болезни. Всю оставшуюся жизнь он пытался заменить детям Вайнгорта их погибшего отца и был очень близок к ним. В память о безвременно погибшем ученике Вайнберг издал сборник ивр. «יד שאול» («Yad shaul», «Памяти Саула»‎), где и сам написал статью.
Жизнь до некоторой степени наладилась, Вайнберг стал получать из Германии компенсацию, что обеспечило материальную часть жизни. Ему постепенно удалось собрать необходимые книги, не хватало лишь научной литературы. Наукой Вайнберг более не занимался, преподавал в маленькой местной иешиве, вёл обширную переписку и писал респонсы.
Вайнберг был известный «посек», то есть раввин, решающий какова галаха в новых, не имеющих прецедентов, случаях. После войны его значение в этом качестве резко выросло. Многие европейские раввины погибли, кроме того, ученики Вайнберга были разбросаны по всему свету, и несли туда весть о своём учителе из семинарии. В итоге, отношение к решениям Вайнберга стало гораздо более внимательным. В этот период сборник его респонсов ивр. «שרידי אש»‎ («Sridei еѕh», «Остатки, спасшиеся из огня») внимательно изучается всеми современными специалистами по галахе, его мнение запрашивается главным раввином Израиля.
В переписке тех лет Вайнберг часто жалуется на одиночество, изоляцию, утрату чувства смысла жизни, затруднения с научной работой. Опубликована часть его личной переписки с давним другом Самуилом Атласом, профессором, отошедшим от ортодоксального иудаизма, автором исследования по философии Соломона Маймона, тоже отошедшего от заповедей. В переписке с Атласом Вайнберг открывает свой потаённый критицизм религиозного еврейского мира после войны. Оттуда так же становится ясно, почему он оставался в Швейцарии. Конечно, старость и болезни мешали ему переехать в другое место, но к этому прибавлялось также нежелание делать выбор, который поставит его в одну часть общества и оторвёт от другой. В Палестине и последующем государстве Израиль его также пугала бесконечная борьба разных общественных кругов, а также недостаточная близость государства к еврейской традиции.
Рабби Иехиэль Яаков Вайнберг оставил этот мир 24 января 1966 года. Его тело было доставлено для захоронения из Швейцарии в Израиль. Большая похоронная процессия, в которой участвовали многие известные люди, включая президента Шазара, двинулась из больницы «Шаарей-Цедек». Внезапно группа учеников иешивы потребовала изменить планы и следовать пешком на кладбище «Санхедрия». Направление процессии изменилось, но группа раввинов, возглавляемая близким другом покойного, главой иешивы «Слободка» Иехезкелем Сарне, вмешалась и потребовала идти на кладбище «Гар а-Менухот», где похоронены многие великие раввины. Эта точка зрения победила, и направление процессии вновь изменилось. На следующий день газеты недоумевали о причинах такой странной борьбы. Можно сказать, что эта борьба отразила более крупное сражение за наследие Вайнберга, а именно, куда относится он и его вклад в Устную Тору: к ультраортодоксам или модернистам. Так объясняют события во время похорон такие разные источники, как историк Марк Шапиро и газета ультраортодоксального направления ивр. יתד נאמן‎ («Yated ne’eman», «Верная опора»).

## Наследие Вайнберга

### Научная деятельность
Незаурядные способности Вайнберга проявились не только в иешиве, но и в университете. К тому же у него сложились прекрасные отношения с профессором Паулем Кале, как и почти со всеми людьми, с которыми Вайнберг встречался. Вайнберг помогал профессору преподавать и сам занимался исследованиями. В университете он овладел методами критического исследования текста, использование которых отличало его и как раввина. Он всегда пытался найти правильную редакцию и исторически достоверное значение текста. В отличие от большинства учёных, он считал, что традиционный талмудической анализ, кроме крайностей метода «пилпуль», тоже должен, если ему придать правильную форму, войти в область научных исследований. Книга, выпущенная Вайнбергом в берлинский период ивр. «מחקרים בתלמוד-חלק»‎ («Исследования по Талмуду»), новаторским образом сочетает традиционные и научные методы.
К сожалению, по многим причинам, из которых главные — войны и Холокост, он не имел возможности внести большой вклад в науку. К тому же Вайнбергу приходилось бороться с той же проблемой, с которой приходится сталкиваться многим ортодоксальным верующим, когда они занимаются библеистикой. А именно, религия предписывает, что традиционный текст Торы — единый и правильный, и дошёл до нас в своей исходной форме без изменений. Наука, однако, не делает таких предположений, из-за чего часто приходит к другим заключениям. Из-за этого, например, предшественник Вайнберга по семинарии рабби Давид Цви Хоффман Пятикнижием не занимался. Этого нельзя сказать про Вайнберга, причём у него всегда выходило, что именно традиционный масоретский текст Торы и есть самый правильный.
Характерным примером является исследование Вайнберга по стиху из книги «Исход»:

«Если кто потравит поле, или виноградник, пустив скот свой травить чужое поле, пусть вознаградит лучшим из поля своего и лучшим из виноградника своего».— 

В оригинале текста: 
כִּי יַבְעֶר אִישׁ שָׂדֶה אוֹ כֶרֶם וְשִׁלַּח אֶת (בעירה) בְּעִירוֹ וּבִעֵר בִּשְׂדֵה אַחֵר, מֵיטַב שָׂדֵהוּ וּמֵיטַב כַּרְמוֹ יְשַׁלֵּם (Исход 22:4)
 содержится ряд трудностей: огласовка отличается от написания בעירה, которое по грамматическому роду может относиться к огню (ивр. אֵשׁ‎), но не к слову ивр. אִישׁ‎ («человек, кто») в тексте; к тому же употреблено редкое слово בְּעִיר, которое может означать «поедание огнем», и именно про огонь говорится в последующем стихе. Всё это привело многих современных исследователей к гипотезе, что и данный стих говорит про огонь. Но Талмуд и другие традиционные источники выводят из данного стиха законы о потраве, а не о пожаре. Вайнберг защищает традиционную точку зрения, утверждая, в частности, что нигде в литературе талмудического времени нет и намёка на другое понимание.
Однако в 1930 году Пауль Кале опубликовал найденный в Каирской генизе фрагмент Палестинского Таргума (перевода на арамейский язык) этого отрывка, где, как указал Кале, речь идёт об огне, а не потраве. Ученик Кале, Вайнберг оспорил, однако, чтение Таргума, указал на предположительные ошибки переписчика Таргума, и снова перевёл его как текст, повествующий о потраве. Но в середине 1950-х годов была найдена полная версия Таргума, датированная талмудическим временем, и там уже практически невозможно прочесть «потрава», разве что предположить, как это делал другой исследователь, тройную ошибку переписчика. Да и прочтения Вайнбергом многих мест в более доступной талмудической литературе тоже повергались сомнению.
Подводя итоги, Пауль Кале писал:

Фундаментальное значение этого отрывка из Таргума стало мне ясно в результате его обсуждения с моим старым другом и коллегой по Гиссену д-ром И. Я. Вайнбергом, которого я посетил в Берлине, где он стал ректором раввинской семинарии. В ходе нашей беседы я осознал, как трудно для такого, как он, ученого-талмудиста, принять интерпретацию библейского текста, противоречащую Мишне.— 
Вайнберг также составил историографические очерки по движению «Мусар», на которые ссылаются более поздние сочинения. В очерках Вайнберга описана история движения, описаны личности, аргументы оппонентов движения и контраргументы его сторонников. Вайнберг утверждает, в частности, что основатель движения рабби Исраэль Салантер (Липкин) открыл подсознание ещё до Фрейда. По Салантеру, однако, подсознание — не только сексуальность, как у Фрейда, наоборот, её можно наполнить Божественным светом.

### Галаха
Вайнберг как раввин наиболее известен своими респонсами по Галахе. Они изданы в нескольких томах под названием ивр. «Sridei еѕh»‎ («Остатки, спасшиеся от огня»), иногда, как это принято в галахической литературе, автора называют по главному сочинению — ивр. «Ba'al Sridei еѕh», «Автор книги „Остатки, спасшиеся из огня“»‎. Часть рукописи была спасена из Берлина наиболее известным учеником Вайнберга рабби Элиэзером Берковичем. Рав Вайнберг включил в сборник и некоторые респонсы Берковича.
Темы ответов разнообразны и касаются многих вопросов, связанных с особенностями современных условий жизни. Во многих из них автор приводит не только чисто юридический анализ, но и соображения, какой закон будет более способствовать сейчас правильному устройству общества, а какой — находиться в конфликте с моральными стандартами современной жизни (т. н. «мета-галаха»).
Особенностью метода Вайнберга было использование элементов научного подхода. Более чем кто-либо другой он проверял правильность редакции базисных документов, чтобы не тратилась впустую интеллектуальная энергия из-за простой порчи текста. Противоположной точки зрения придерживался, например, раввин Авраам Йешаяу Карелиц.
Другая особенность его научного метода — использование источников вне галахической литературы. Так, в разборе об обязанности замужних женщин покрывать волосы, источником является место в книге Чисел (Чис. 5:18), где священник производит некое унизительное действие с волосами женщины, подозреваемой в адюльтере. Это действие описывается глаголом ивр. «פרע (par'a)»‎, что понимается «сделать простоволосым или растрепанным». В зависимости от понимания этого слова, мы предположительно можем вывести, что женщина в нормальной ситуации должна покрывать волосы. Вайнберг в стремлении выяснить смысл глагола использует не только мидраш и общепринятый арамейский перевод (таргум) Онкелоса, но и другие, менее известные и практически не используемые традицией переводы, в числе которых даже латинский перевод «Вульгата», не только не принятый в галахе, но и вообще не еврейский! Это практически не имеет прецедентов в практике галахических решений.
Использование мета-галахи интересно не только как характерная особенность метода, но и проливает свет на систему ценностей, используемую И. Я. Вайнбергом.
Так, среди его решений встречаются два разных казуса, связанных с левиратным браком (ивр. יבום, «yibum»‎). Согласно закону левирата в его современном виде вдова бездетного мужчины может выйти замуж, только если брат покойного мужа от неё ритуально отказался. Когда-то вдова бездетного мужчины выходила замуж за брата покойного мужа, но сейчас это не практикуется, однако отказ одного брата необходим. Правильно начинать со старшего.
В первом случае, у вдовы было два деверя, один крестился и стал священником, другой отошёл от заповедей, вступил в КПСС и жил в малодоступном Ленинграде. Отец вдовы, известный раввин Иосиф Розин, постановил, что и христианин, и коммунист отпали от еврейства, поэтому нет никакой разницы, к кому обращаться. Вайнберг не согласился с этой аргументацией по поводу коммуниста, ведь он не перешёл в другую религию. В письмах рав Вайнберг объяснил, что он считает решение Розина разрушительным для традиционного понятия еврейства — так можно слишком многих исключить из евреев.
В другом казусе особенность тела деверя не позволяла провести отказ от левирата, сопровождающийся ритуалом разувания (ивр. חליצה, «khalitsa»‎), Халица. В такой ситуации известный в предыдущем поколении рав Гродзинский рекомендовал вступить в реальный, хоть и кратковременный брак, затем развод, и женщина свободна. Рав Вайнберг в своих возражениях объяснил, что сейчас такое решение неприемлемо, как противоречащее современной морали.
В общем случае Вайнберг всерьёз относился к утверждениям профессора И. Лейбовича и других, что фактический запрет левирата ставит под вопрос актуальность унизительной процедуры отказа от левирата с её ритуальными заявлениями, и, возможно, настало время изменить Галаху в рамках ортодоксии. Такое отношение Вайнберга прослеживается, однако, только в частных письмах.
Представляет интерес ответ на запрос главного раввина Израиля рабби Ицхака Айзика Герцога о допустимости патолого-анатомического исследования трупа в израильских больницах. В ответе рав Вайнберг сначала пишет, что из-за множества споров лучше всего передать решение израильскому раввинату, а затем излагает и свою точку зрения. В своё время раввин Йехезкель Ландау разрешил вскрывать трупы, чтобы спасти жизнь другого человека, больного той же болезнью. В наше время вскрытие может спасти жизнь других людей в гораздо большей степени, чем тогда, так как информация распространяется по всему миру. Ответ содержит и интересные мета-галахические соображения:

Потому что невозможно существование государства без медицинских школ, занимающихся обучением молодых кадров, воспитанием и выращиванием из них врачей для спасения больных. В нашем новом государстве потребность в этом особенно сильна по многим причинам. Невозможно представить себе, как можно обойтись врачами-неевреями или теми, кто учился заграницей. Такого не скажет даже безумный или невежда… Бывает, что в процессе вскрытия открываются новые горизонты в понимании корней болезни или способов лечения… Как можно поставить обучение искусству врачевания в нашей стране, если полностью запретить вскрытие? И что скажет массовый израильский обыватель, если распространится мнение, что медицина слаба из-за раввинских запретов? Мне очевидно, что такой запрет повлечёт, не дай Бог, разрыв между государством и религией.— 

### Взгляды Вайнберга по актуальным вопросам
Наиболее известный ученик Вайнберга — Элиэзер Беркович — предупреждал всех, кто будет описывать взгляды Вайнберга, что их невозможно уложить в чёткие рамки, они всегда оказываются более сложными. Помимо этого, они менялись в течение жизни. Наиболее ясно они раскрываются в письмах. Но и там изложение иногда построено в соответствии с адресатом. После смерти рава Вайнберга происходит определённая борьба за его наследие, что даже выразилось в событиях на похоронах, описанных выше.

#### Роль науки
В ранние годы Вайнберг выступал за сохранение традиционной системы иешив и подчёркивал их важную роль. В более поздние годы в Германии он сам занимался наукой, состоял членом еврейского академического общества, стал преподавателем, а затем и ректором берлинской семинарии. В те годы он уже защищал светское образование и отрицал, что из-за него евреи отходят от традиции. В наибольшей степени одобрение немецкой ортодоксии, синтезирующей общечеловеческую культуру и Тору, выражено в статье посвящённой памяти рабби Ханоха Эрентроя. Тем не менее, в письмах в Восточную Европу Вайнберг не советовал посылать молодёжь учиться в Германию, а наоборот, советовал уроженцам Германии поучиться в Восточной Европе.

#### Государство Израиль
Вайнберг поддерживал хорошие отношения с представителями разных партий. Его имя ассоциируется с партией «Агудат Исраэль» в её исходном виде, но иногда он печатался в газетах сионистского направления. В поздние годы Вайнберг гордился тем, что выпускники берлинской семинарии вышли в люди в обоих направлениях — и в «Агудат Исраэль», и в «Мизрахи». Представляет интерес его статья про раввина И. Я. Рейнеса, основателя движения «Мизрахи», которым он восхищался как личностью, знатоком Торы, основателем иешивы нового типа, где имелись светские предметы, а также как борцом за включение религиозных элементов в сионистское движение.
Во многих письмах Вайнберг выражал тёплое отношение к государству Израиль, но хотел бы видеть его проникнутым религией отцов. Эти чувства он выразил в письме Давиду Бен-Гуриону, который собирал мнения, как устанавливать еврейство. В письме хорошо видны гордость за независимое государство, ставшее утешением еврейству после Катастрофы в Европе:

Еврею, сердце которого ещё не обледенело полностью, нет нужды объяснять значение благословения, которое принесло нам государство. Наше государство, возобновленное на древней земле предков, принесло возрождение и политическую независимость евреям, обитающим в Сионе, а нам, прозябающим в изгнании, — честь и славу… Эта обновленная земля свята для нас. Помимо собственно её святости, заповеданной Богом нашим и предков наших, и исходящей от заповедей, связанных с ней, она освящена ещё и еврейской кровью, кровью первопроходцев, орошавших ею гиблые малярийные болота с тем, чтобы, осушив, превратить их в цветущие райские сады для нас и наших потомков. Она освящена кровью героев, сражавшихся… чтобы создать прибежище для гонимой, страждущей и преследуемой нации на земле предков. Сомневаюсь, найдется ли человек с ясным умом и чистым сердцем, способный закрыть глаза на удивительное чудо, свершившееся на наших глазах, и пренебречь святостью героев, пожертвовавших собой ради Бога, народа и земли.— 
Хотя Вайнберг и призывал к большей роли религии в государстве, он был далёк от мысли ввести религиозное принуждение граждан.
Некоторые свидетельства сохранили высказывания Вайнберга о государстве Израиль, где звучат мессианские мотивы:

Я убеждён, что шесть миллионов душ жертв собрались вокруг Престола Славы и умолили Всевышнего показать видимый знак любви к своему народу и начала его Избавления.— 

#### Статус женщины в иудаизме

Наиболее известный ученик Вайнберга, профессор раввин Элиэзер Беркович много занимался положением женщины в иудаизме

Данным вопросом много занимался наиболее видный ученик Вайнберга профессор Элиэзер Беркович, но сам Вайнберг тоже внёс вклад в его развитие. Он признавал, что традиционно женскому образованию уделялось недостаточно внимания и что немецкие раввины Гирш и Гильдесхаймер сделали правильные шаги, открыв двери еврейских школ для девочек, в то время как Восточная Европа отстаёт.
Вайнберг также написал респонс, разрешающий праздновать бат-мицву, хотя довольно многие раввины, например, рабби Моше Файнштейн, этого не разрешали или разрешали, одновременно осуждая «бессмысленное действие».
К Вайнбергу обращались по вопросу, может ли женщина пользоваться избирательными правами. Предшественник Вайнберга на посту ректора берлинской семинарии Давид Цви Хоффман уже разбирал этот вопрос и пришёл к выводу, что нет никаких препятствий выбирать, но, что касается занятия выборных должностей, у него оставались сомнения. Известнейшие раввины Хаим Озер Гродзинский, «Хафец Хаим» и рав А. И. Кук в борьбе за женскую скромность высказались против предоставления женщинам каких бы то ни было избирательных прав. Вайнберг начал с того, что ещё в 1930 году подтвердил право и на то, и на другое. Ввиду того, что это решение опровергало предыдущее решение Хоффмана, оно не было в то время опубликовано, но потом вошло в собрание респонсов. В более позднем респонсе от 1950 года Вайнберг, хотя и был за предоставление прав, рекомендовал на время оставить разбирательство, чтобы оно разрешилось само собой.
Вайнберг разбирал важный вопрос, имеющий общественное значение, может ли женщина петь в присутствии мужчин. Уже Талмуд находит в женском пении элемент нескромности. Однако в молодёжных еврейских организациях во Франции практиковалось совместное пение, и запрет мог бы обидеть или оттолкнуть часть молодёжи. Вайнберг нашёл два обстоятельства, снимающие запрет: 1) пение было не индивидуальное, а хоровое, 2) пелся текст священного содержания.
Еврейский развод требует, чтобы муж вручил жене разводное письмо, как описано в Торе (Втор. 24:3). В случае, если муж пропал без вести, или скрывается, или отказывается давать письмо, или недееспособен, замужняя еврейка не может получить развод. Элиезер Беркович предложил использовать условия при заключении брака или при разводе. Книга Берковича «Условия в браке и разводе» вызвала определённую полемику. Вайнберг в принципе поддержал книгу своего ученика и призывал продолжать исследования данного вопроса, но не высказался за то, чтобы начать условные браки и разводы на практике. За три недели до кончины Вайнберг, узнав, что журнал ивр. «נועם» («No'am»)‎ в последний момент отказывается печатать книгу Берковича, продиктовал раввину Моше Бочко письмо с поддержкой Берковича.

#### Евреи и неевреи
В ранних философских эссе Вайнберг утверждает, что истинная религиозность гораздо выше рационалистически выработанных истин. Это даёт ему возможность объяснить особость еврейского народа. Подобно тому как древние греки имели особый талант к искусству, так и евреи, по мысли Вайнберга, отличаются особым талантом к вере. В принципе, эта идея находится в рамках романтического национализма, развитого И. Г. Гердером. Теории Гердера были пересказаны для евреев Н. Крохмалем, книги которого Вайнберг читал.
В частной переписке, однако, Вайнберг обсуждает достаточно деликатный вопрос о дискриминационных законах и отрицательных высказываниях о неевреях в еврейской литературе. Для Вайнберга это не было абстракцией, так как он поддерживал долголетние дружеские отношения с профессором Кале, который евреем не был. Вайнберг сам был жертвой антисемитизма, и он задавался вопросом, не было ли одним из источников антисемитизма такое отношение к неевреям у самих евреев? В личных письмах Атласу, не предназначенных для печати, видно, что размышления на эти темы приносят Вайнбергу страдания: «Видит Бог, я писал это кровью своего сердца». Приемлемым практическим решением Вайнберг считал установление в качестве Галахи мнение раввина Менахема Меири, который относил все высказывания против неевреев к язычникам древности.
В опубликованном в 1950 году эссе «О проблеме прозелитизма» Вайнберг категорически утверждает, что и нееврей может быть благословлен в рамках своей религии, если он обладает истинным религиозным чувством. В проповеди берлинского периода на Песах Вайнберг исходит из известного талмудического толкования, что Бог не дал ангелам петь хвалебную песнь при расступании моря: «Мои творения [египтяне] погибают, а вы хотите петь песнь?!» Радость народа Израиля стала невозможна с этого момента и вплоть до искупления всего Мира. «Народ Израиля несёт на себе беды всего Мира» — заключает раввин Иехиэль Яаков Вайнберг.

## Сочинения
- Sridei esh: Sheelot utshuvot, chidushim uveurim. — Jerusalem: Mosad harav Kuk, 1961–1969. — В 4 томах, неоднокр. переизд. — Сборник респонсов.

ивр. שרידי אש: שאלות ותשובות, חידושים וביאורים, ירושלים: מוסד הרב קוק, תשכ״א–תשכ״ט‎
- Новое расш. изд. (в 2 томах): ShU″T Sridei еѕh. — Jerusalem: Vaad lehotsaat kitvei hagaon harav Yechiel Yaakov Weinberg ZTs″L, 1999.

ивр. שו״ת שרידי אש, ירושלים: ועד להוצאת כתבי הגאון הרב יחיאל יעקב ויינברג זצ״ל, תשנ״ט‎
- Lifrakim: Kovets shel neumim, diburim umaamarim. — Warszawa: Chovevei haAgada vehaDrush, 1936. — Сокр. изд.: Jerusalem: Kirya Neemana, 1967. — Сборник статей и проповедей.

ивр. לפרקים: קובץ של נאומים, דבורים ומאמרים, חובבי האגדה והדרוש בורשה, תרצ״ו‎
- Новое расш. изд.: Lifrakim. — Jerusalem: Vaad lehotsaat kitvei hagaon harav Yechiel Yaakov Weinberg ZTs″L, 2002.

ивр. לפרקים, ירושלים: וועד להוצאת כתבי הגאון הרב יחיאל יעקב ויינברג זצ״ל, תשס״ב‎
- Mechkarim baTalmud. — Berlin: Bet hamidrash lerabanim, 1937–1938. — Исследования Талмуда.

ивр. מחקרים בתלמוד, בית המדרש לרבנים בברלין, תרצ״ז–תרח״ץ‎
- Das Volk der Religion. Gedanken über Judentum / Vorw. von Chanan Lehrmann. — Genève: Migdal, 1949. — Сборник статей.
- Yad Shaul: Sefer zikaron A″Sh harav Dr. Shaul Weingort ZTs″L / Bearichat hagaon harav Dr. Y. Y. Weinberg veharav Pinchas Biberfeld. — Tel-Aviv: Al yedei almanat hamanoach, 1953. — Сборник памяти С. Вайнгорта (Соред. и автор 3 статей).

ивр. יד שאול: ספר זכרון ע״ש הרב ד״ר שאול ווינגורט זצ״ל, הוצא לאור על ידי אלמנת המנוח, תל־אביב, תשי״ג‎
- Chidushei Baal „Sridei еѕh“, hagaon harav Yechiel Yaakov Weinberg: al haSha″S / Aruch umesudar im perush uveur Gachalei Esh A″Y Avraham Abba Weingort. — Jerusalem: A. A. Weingort, 1995–2005. — Вклад автора «Сридей Эш» в развитие талмудического права (сб. законод. новелл).

ивр. חידושי בעל ״שרידי אש״, הגאון הרב יחיאל יעקב ויינברג: על הש״ס, ירושלים, תשנ״ה–תשס״ה‎
- Collected Writings of Rabbi Yehiel Yaakov Weinberg = Kitvei hagaon rabbi Yechiel Yaakov Weinberg ZTs″L / Ed. by Marc. B. Shapiro. — Scranton: Al yedei Melekh Shapira, 1998–2003. — Избр. соч.

- Vol. 1, 1998: בעניני תלמוד והלכה (иврит) — Работы по Талмуду и галахе.
- Vol. 2, 2003: מאמרים, נאומים ודיבורים — Статьи, речи, выступления.

## Комментарии
1. ↑  Раввин, решающий какова галаха в новых, не имеющих прецедентов, случаях
2. ↑  Здесь и далее используется фонетическая транслитерация слов иврита латинскими буквами, см. Романизация иврита[англ.]
3. ↑  Надёжная статистика еврейского населения Цехановца доступна только на момент начала Первой мировой войны — около 4000 человек
4. ↑  Цви Матиссон, Трагедия великого человека (на иврите), ха-Доар, 4 марта 1966, стр 284. Матиссон и Вайнберг жили в иешиве в одной комнате, как земляки из Цехановца, в воспоминаниях Матиссона описано, как Вайнберг обратился с письмом к писателю на идише, пользовавшемуся псевдонимом Бааль Махшовес, с просьбой помочь получить светское образование
5. ↑  В связи с неоднозначной ролью казённых раввинов в истории России следует иметь в виду, что не один Вайнберг занимал такую должность. То же делал, например, Лейб Цирельсон, председатель съездов Агудат Исраэль.
6. ↑  Письмо Вайнберга Альберту Эйнштейну от 19.12.1919 хранится в архивах Эйнштейна в Бостоне и Иерусалиме. В письме Вайнберг благодарит за рекомендации и осведомляется, когда он может нанести визит «великому сыну нашего народа»
7. ↑  Вавилонский Талмуд, Санхедрин 59А и Хагига 13А и Тосафот ивр. «אין מוסרין דיברי תורה לעובד כוכבים» ‎ («Не передают слова Торы нееврею»). Также Маймонид, Мишне Тора, Законы о царях, 10:9. Источники говорят, что нееврею запрещается выполнять специально еврейские заповеди, в частности, изучение Торы. Однако, разрешается и является похвальным изучение законов Торы для неевреев, а также при подготовке к иудейскому прозелитизму
8. ↑  Альтернативное объяснение запрета преподавания Торы неевреям см. в Executive Committee of the Editorial Board., Emil G. Hirsch, Judah David Eisenstein. Gentile // Jewish Encyclopedia (англ.). — New York: Funk and Wagnalls Company[англ.], 1903. — Vol. V (Dreyfus—Goat). — P. 615—626.
9. ↑  Изложение истории с рукоположением Реббе (англ.). Дата обращения: 28 октября 2010. Архивировано 27 ноября 2010 года.
10. ↑  Английская Википедия утверждает, что раввинское звание дал Рогачёвский гаон[англ.]
11. ↑  У хасидов принято называть духовного лидера общины не по имени, а «ребе» с добавлением места происхождения общины, в данном случае Мукачево (идиш מונקאטש (Мункач)‎)
12. ↑  Сохранилась кинохроника этого события: Jewish Life in Munkatch – March 1933 на YouTube.
13. ↑  Другие видные ортодоксальные раввины, в разной степени выступавшие против бойкота, были Хаим Озер Гродзинский, Эльханан Вассерман и Йоэль Тейтельбойм. Против бойкота выступал и близкий друг Вайнберга, директор Берлинской семинарии Мейер Гильдесхаймер. Противоположного мнения придерживался, например, раввин Лейб Цирельсон. См. сноски 28—29 в Shapiro, 1999, pp. 116–117, а также Shapiro, 1999, p. 121
14. ↑  Приведём только одно соображение технического характера: законы шхиты требует, чтобы совершенно здоровое животное было умерщвлено минимальным мгновенным надрезом, а при оглушении животных травмы весьма вероятны, так что зарезанное животное может оказаться некошерным.
15. ↑  Из израильских министров, принявших участие, двое были выпускниками Берлинской семинарии: Хаим-Моше Шапиро и Йосеф Бург.
16. ↑  ивр. «יתד נאמן» («Yated ne'eman», «Верная опора»)‎: «Раввин Сарнэ… сказал окружающим, что предвидит, что представители движения Мизрахи захотят связать имя покойного раввина Вайнберга со своим течением и похоронить его рядом с могилами тех, кто идентифицируется с системой их идей [на кладбище Санхедрия]». Согласно статье, Сарнэ отдал для похорон могилу, приготовленную себе самому.
17. ↑  В галахической литературе автора называют по главному сочинению, поэтому он более известен как «Хазон Иш»
18. ↑  Известный как Рогачёвский гаон[англ.]
19. ↑  Ритуал, проводимый в случае, когда человек отказывается восставить семя покойному брату, то есть отказывается жениться на вдове бездетного брата. Ритуал включает в себя снятие ботинка, как описано в книге Второзаконие (Втор. 25:5—10)
20. ↑  Галаха предписывает уважительное отношение к телу умершего. В частности, вообще говоря, запрещается вскрытие, кремация, бальзамирование и тому подобное, см. Китросская, Мириам. Долг живых / Полонский, Пинхас. — «Маханаим». Архивировано 10 октября 2010 года.
21. ↑  В галахической литературе автора называют по главному сочинению, поэтому он более известен как ивр. «נודע ביהודה»‎ («Noda BeYehuda»)
22. ↑  Сарра Шенирер добилась открытия еврейских школ для девочек в Польше только в 1917 году

### Основной список
- Marc B. Shapiro. Between the Yeshiva World and Modern Orthodoxy: The Life and Works of Rabbi Jehiel Jacob Weinberg, 1884–1966. — London; Portland, Or.: Littman Library of Jewish Civilization., 1999. — 288 p. — ISBN 1-874774-52-8.. [— ISBN 978-1-874774-91-4 (2nd ed., 2002).] —  (англ.) Между миром иешив и современной ортодоксией. Жизнь и труды рабби Иехиэля Якоба Вайнберга, 1884–1966
- Jeffrey R. Woolf. The Legacy of Yehiel Jacob Weinberg (англ.) // Azure. — 2002. — Vol. 12 (Winter 5762 / 2002). — Rev. op.: Marc B. Shapiro. Between the Yeshiva World and Modern Orthodoxy: The Life and Works of Rabbi Jehiel Jacob Weinberg, 1884–1966. — Littman Library of Jewish Civilization. — 283 p.
- Isidor Grunfeld. The Ba’al “Seride Esh” (англ.) // Ed. by N. Wolpin. The Torah Personality: A treasury of biographical sketches : Collected from the pages of “The Jewish Observer”. — Brooklyn, N.Y.: Mesorah Publ., 1980. — P. 99—105. Архивировано из оригинала 11 марта 2007 года.
- Lifrakim, 2002. — Предисловие даёт контуры биографии раввина Вайнберга.

### Дополнительные материалы
- H. L. Gordon. Acharei mitato shel harav R. Yechiel Yaakov Weinberg Z″L (иврит) // Hadoar. — New York, 1966. — Vol. 45, num. 15 (11.02.1966). — P. 235.

ивр. גורדון, אחרי מיתתו של הרב ר יחיאל יעקב ויינברג ז״ל, הדואר מה, גיליון טו, תשכ״ו‎
- Tsvi Mathisson. Hatragedyah shel adam gadol (иврит) // Hadoar. — New York, 1966. — Vol. 45, num. 18 (4.03.1966). — P. 284–285.

ивр. צבי מתיסון, הטרגדיה של אדם גדול, הדואר מה, גיליון יח, תשכ״ו‎
- Avraham Abba Reznik. Sefer Klei Sharet: Sheelot utshuvot, chidushei halakhot uveurei sugyot (иврит). — Mahadurah tinyana. — Netanya: [s. n.], 1957. — 141 p. Сб. респонсов р. А.-А. Резника.

ивр. אברהם אבא רזניק, ספר כלי שרת: שאלות ותשובות, חידושי הלכות וביאורי סוגיות, נתניה: [חמו״ל], תשי״ז‎
- J. Weinberg. Eine Rede zur Tagung der Agudath-Yisroel in Frankfurt a. M (нем.) // Die jüdische Presse : Konservative Wochenschrift. — Berlin, 1918. — Vol. 49, Nr. 5 (1.02.1918). — P. 44.
- J. Weinberg. Von den litauischen „Moralisten“, ihrer Ideenwelt und ihrem ersten Führer (нем.) // Jeschurun. — Berlin, 1918. — Vol. 5, Nr. 8–9 (August 1918). — P. 478–484, 585–606. Архивировано 11 сентября 2014 года.
- Y. Weinberg. Hasifrut haivrit hechadasha vekabarniteha: Berditshevski (иврит) // Jeschurun. — 1921. — Vol. 8, num. 3–4 (März 1921). — P. 31–39 (heb. pag.). Архивировано 11 сентября 2014 года.

ивр. הספרות העברית החדשה וקברניטיה: ברדיצ׳בסקי‎
- Marc Brooks Shapiro. Between East and West: The life and works of Rabbi Jehiel Jacob Weinberg (англ.) : Ph.D. diss. — Harvard University, 1995. — Диссертация М. Шапиро.
- Zusche Wolf. Die Rabbis von Chabad und das deutsche Judentum = AdMo″Rei ChaBa″D veyahadut Germanya (иврит). — Jerusalem: Heikhal Menachem, 2008. — 282, 12 p. Главы Хабада и немецкое еврейство.
- Die Juden in Deutschland (нем.) // Jüdische Presse : Organ für die Interessen des orthodoxen Judentums. — Wien; Bratislava, 1933. — Nr. 13 (31.03.1933). — P. 1. Архивировано 11 сентября 2014 года.
- Die dt. Judenfrage, Denkschrift der Freien Vereinigung für die Interessen des orthodoxen Judentums e.V. (нем.) // BArch R 43, II/602, Bl. 4-11
- Teil 1: 1933/34 // Die Regierung Hitler / Bearb. von Karl Heinz Minuth. — Boppard am Rhein: Boldt, 1983. — Vol. 2: 12. September 1933 bis 27. August 1934. — (Akten der Reichskanzlei).
- Paul Kahle. The Cairo Geniza. — London: Oxford Univ. Press, 1947. — 240 p. — (The Schweich Lectures of the British Academy, 1941).
- Paul Kahle. The Cairo Geniza. — 2nd ed. — Oxford: Blackwell, 1959. — 370 p.
- Dov Katz. Pulmus haMusar: Musaf lesidrat „Tnuat haMusar". — Jerusalem: [s. n.], 1972. — 372 p. — Полемика вокруг движения «Мусар».

ивр. דב כ״ץ, פולמוס המוסר: מוסף לסידרת „תנועת המוסר”, ירושלים: [חמו״ל], תשל״ג‎
- Zorach Warhaftig. Palit vesarid bimei haShoah. — Jerusalem: Yad vaShem: Ot vaEd, 1984. — 574 p.

ивр. זרח ורהפטיג, פליט ושריד בימי השואה, ירושלים: יד ושם: אות ועד, תשמ״ד‎
- Shmuel Atlas. Hagaon rabbi Yechiel Yaakov Weinberg ZTs″L: Kavim lidmuto (иврит) // Sinai. — Jerusalem, 1966. — Vol. 58. — P. 281–292.

ивр. שמואל אטלס, הגאון רבי יחיאל יעקב וויינברג זצ״ל: קווים לדמותו, סיני נח (טבת–אדר תשכ״ו), עמ׳ רפא–רצב‎
- Marc B. Shapiro. Scholars and Friends: Rabbi Jehiel Jacob Weinberg and Professor Samuel Atlas (англ.) // The Torah u-Madda Journal. — New York, 1997. — Vol. 7. — P. 105–121.
- Melekh Shapira. Mikhtavim me-ha-Rav Y. Y. Weinberg ZTs″L (иврит) // Hamaayan. — Jerusalem, 1992. — Vol. 32, num. 4. — P. 6–20.

ивр. מלך שפירא, מכתבים מהרב י.י. ויינברג זצ״ל, המעין לב, גליון ד, תשנ״ב, עמ׳ ו–כ‎
- Marc B. Shapiro. Rabbi Jehiel Jacob Weinberg on the Limits of Halakhic Development (англ.) // The Edah Journal. — New York, 2002. — Vol. 2, no. 2 (Tammuz 5762).
- J. Weinberg. Eine ר״ה-Predigt für meine ostjüdischen Brüder (нем.) // Der Israelit. — Frankfurt a. M., 1924. — Nr. 39 (25.09.1924). — P. 2–3. Архивировано 23 января 2010 года.
- J. Weinberg. Zum Proselytproblem (нем.) // Jüdische Rundschau „Maccabi“. — Basel, 1950. — Nr. (8.09.1950). — P. 4.
- Y. Weinberg. Lechag heasor velish'elat mi hu yehudi (иврит) // Hapardes. — New York, 1958. — Vol. 33, num. 3 (December). — P. 4–9. — Ответ Вайнберга Д. Бен-Гуриону.

ивр. י. י. וויינברג, לחג העשור ולשאלת מי הוא יהודי, הפרדס ל״ג, חוב׳ ג׳, תשי״ח, עמ׳ 4–9‎
- Moshe Feinstein. Igrot Moshe: Orach Chayim. — New York: [s. n.], 1959. — 454 p. — Сб. респонсов р. М. Файнштейна. Ч. 1.

ивр. משה פיינשטיין, ספר אגרות משה: אורח חיים, נאו יארק: [חמו״ל], תשי״ט‎
- Rozenak, Avinoam. Рав Кук = ивр. הרב קוק‎ (иврит). — Иерусалим: Merkaz Zalman Shazar letoldot Israel, 2006. — ISBN 965-227--220-5.